# Първият ми живот
„Първият ми живот“ (на корейски: 이번 생은 처음이라, Ibeon Saengeun Cheoeumira; на английски: Because This Is My First Life) е южнокорейски сериал с участието на И Мин-ки и Чонг Со Мин. Излъчва се по tvN от 9 октомври до 28 ноември 2017 г. всеки понеделник и вторник от 21:30 за 16 епизода.

## Сюжет
Служителят в малка компания за информационни технологии Нам Се-хи сключва брачен договор за две години с бездомната писателка Юн Джи-хо. И двете страни се съгласяват с условията да бъдат просто наемодател и наемател. Те планират да споделят апартамента въз основа на общи цели и ценности, но без никакви чувства. Нещата не вървят по план, тъй като съквартирантите стават жертва на личните си травми, социални очаквания и семейни намеси.
Сериалът проследява и живота на приятелите на Се-хи и Джи-хо и техните различни гледни точки към любовта и брака.

## Актьори
- И Мин-ки като Нам Се-хи
- Чонг Со Мин като Юн Джи-хо
- Исом като У Су-джи
- Пак Бьонг-йон като Ма Санг-гу
- Ким Га-йон като Янг Хо-ран
- Ким Мин Сок като Сим Уон-сок.

## В България
В България сериалът е излъчен от 10 август 2021 г. по bTV Lady.